# Lady D'Arbanville
Lady D'Arbanville is een hitsingle van Cat Stevens en is vernoemd naar actrice Patti D'Arbanville (1951) met wie Stevens een relatie heeft gehad.
De single reikte in het Verenigd Koninkrijk tot een achtste plek, maar in Nederland kwam het op 2 in de Top 40 en is daarmee zijn grootste hit. Daarnaast was het tot 2018 een jaarlijks terugkerend succesnummer in de Top 2000.

## NPO Radio 2 Top 2000
| Nummer met noteringen in de NPO Radio 2 Top 2000 | '99 | '00 | '01 | '02 | '03 | '04 | '05 | '06 | '07 | '08 | '09 | '10 | '11 | '12  | '13  | '14  | '15  | '16  | '17  |
| ------------------------------------------------ | --- | --- | --- | --- | --- | --- | --- | --- | --- | --- | --- | --- | --- | ---- | ---- | ---- | ---- | ---- | ---- |
| Lady D'Arbanville                                | 706 | 633 | 396 | 562 | 440 | 603 | 612 | 744 | 686 | 622 | 580 | 593 | 828 | 1017 | 1281 | 1284 | 1388 | 1476 | 1428 |

1. ↑  Een vetgedrukt getal geeft de hoogste notering aan.
2. ↑  Deze tabel is bijgewerkt tot en met de laatste editie (2024).